# Chiesa di San Lorenzo martire alle Verrucole
La chiesa di San Lorenzo Martire alle Verrucole è un edificio sacro che si trova in località Le Verrucole a San Romano in Garfagnana.

## Storia e descrizione
Fu costruita tra il XV e il XVI secolo, in prossimità dell’omonima fortezza, località strategica legata al dominio Estense in Garfagnana.
Il piccolo edificio a pianta rettangolare nel 1750 fu oggetto di un importante intervento di ristrutturazione che lo prolungò di almeno 1/3 verso il campanile, come testimoniato dalla diversità del tessuto murario.
La chiesa fu completamente ristrutturata tra il 1921 e il 1925, dopo gli ingenti danni subiti a causa del terremoto del 1920.
Nel 1750 l'edificio subì un primo importante intervento di ristrutturazione. Sia la dimensione della facciata, che gli andamenti del tetto, soprattutto là dove quest’ultimo si innesta sul fronte, fanno presumere che l’edificio fosse originariamente voltato e che solo dopo il terremoto si sia scelto una soluzione più economica. Anche l‘interno ci fornisce un'ulteriore conferma, viste le altezze e le travi orizzontali in cemento quasi appoggiate sugli altari laterali. Nel 1985 fu restaurato il campanile.
Sulla facciata spicca il portale in pietra, eseguito nel 1820, con architrave ornato da un motivo decorativo a festone e sormontato da timpano semicircolare spezzato includente al centro una nicchia con una statuetta del santo titolare; al di sopra una finestra quadrilobata, mentre il campanile, basso e quadrato, è sul retro. 
L'interno, a una navata, coperto da un soffitto dipinto, nel quale sono due interessanti altari laterali in stucco di fine Seicento con cariatidi. Un arco a sesto ribassato introduce alla zona presbiteriale. Fra le opere, una scultura lignea rappresentante la Madonna col Bambino opera di maestro lucchese attivo fra XIII e XIV secolo, e due dipinti, la Madonna e i Santi Lorenzo e Lucia (XVII secolo), e l'Eterno e i Santi Antonio e Biagio (XVI secolo).